# 二甲基铜(I)酸锂
二甲基铜(I)酸锂是一种有机铜化合物，是化学式为LiCu(CH3)2的吉尔曼试剂，可以形成溶剂合物。在有机合成中，它可由甲基锂和碘化亚铜原位产生用于有机反应。它也能直接用作试剂进行反应，如和碘苯反应得到甲苯。